# 马边彝族自治县
马边彝族自治县（羅馬化：max bie nuo su zyt jie jux dde xiep），是中国四川省乐山市所辖的一个自治县。总面积2384平方公里，2002年人口18万人。汉语“马边”一名或来源于“马湖府安边厅”的简称；彝名“孟获拉达”（羅馬化：Mop Ho La Dda）则与孟获有关。

## 沿革
馬邊縣在四川省犍為縣西南三百三十里。漢代朱提、僰道二縣地；晉、唐後為入於蠻；元為馬湖路地；明為馬湖府地；清初置馬邊營，乾隆時移新鎮通判駐此，改廳，屬四川省敘州府；民國三年（1914年）6月，改稱為縣，劃屬四川永寧道，國民政府成立，廢道，直屬四川省政府。農產物以米、麥、豆、玉蜀黍等為主。

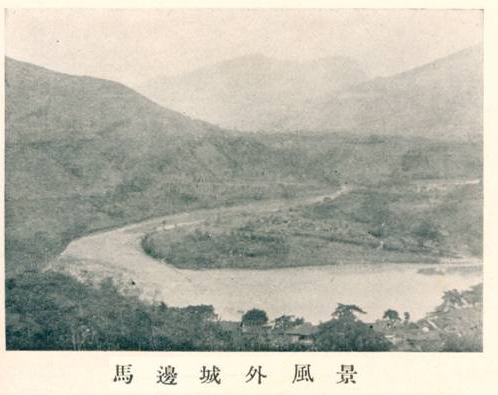

## 行政区划
马边彝族自治县下辖12个镇、3个乡：
民建镇、荣丁镇、下溪镇、苏坝镇、烟峰镇、劳动镇、荍坝镇、建设镇、民主镇、梅林镇、雪口山镇、三河口镇、大竹堡乡、高卓营乡和永红乡。

## 交通
- 348国道过境。